# Стефан (Рудик)
Митрополит Стефан (в миру Степан Петрович Рудик; 27 грудня 1891, Майдан-Ліповецький, Королівство Галичини і Лодомерії, Австро-Угорщина — 26 березня 1969, Варшава) — четвертий митрополит Варшавський і всієї Польщі, предстоятель Польської Автокефальної Православної Церкви. Українського походження.

## Життєпис
Стефан Рудик народився 27 грудня 1891 року в селі Майдан-Ліповецький поблизу Перемишля.
Виріс майбутній митрополит у богобоязливій родині. «Успадковану» від батьків віру розвивав у Львівській гімназії та Орловській семінарії.
Здобувши освіту, він одружився і вирішив присвятити себе служінню Богу та людям. У 1915 році єпископ Діонісій, пізніше митрополит, висвятив його на священика. Служив на кількох парафіях.  
Роки Другої світової війни принесли отцю Стефану нові переживання. Його дружина загинула під час бомбардування Варшави в 1939 році. Сам він – як солдат – був інтернований, а потім опинився в таборі для військовополонених у Німеччині.
Після війни повертається на батьківщину. Приймає чернечий сан. Він стає деканом Лодзінського деканату. 
У 1953 році святий Собор єпископів Польської Автокефальної Православної Церкви постановив призначити архімандрита Стефана єпископом Вроцлавсько-Щецинським.
Після восьми років напруженої душпастирської праці серед православних жертв «Акції Вісла» був переведений на посаду правлячого архієрея Білостоцько-Гданської єпархії.

### Митрополит Варшавський і всієї Польщі
26 травня 1965 року владику Стефана було обрано митрополитом Варшавським і всієї Польщі. Цей вибір відбувся через три роки після смерті його попередника. Те що Польська Автокефальна Православна Церква протягом трьох років не мала предстоятеля, стало наслідком ставлення державної влади, яка не дозволила звершити хіротонію четвертого ієрарха і таким чином отримати канонічно необхідну кількість єпископів в автокефальній Церкві. Лише в 1964 р. влада дозволила висвятити четвертого єпископа.
На початку каденції митрополита Стефана відносини між Католицькою та Православною Церквами в Польщі значно погіршилися. 
Під час православних святкувань тисячоліття Польської держави 22 липня 1966 року, у кафедральному соборі святої Марії Магдалини, митрополит виголосив промову, в якій подякувала владі Польської Народної Республіки за принесення справжньої свободи польським православним.
У період його керівництва Польською Православною Церквою, Церква негативно ставилася до можливості налагодження тіснішого екуменічного діалогу з Римо-Католицькою Церквою та скептично ставилася до наслідків і декларацій Другого Ватиканського Собору.
Будучи митрополитом, владика Стефан створив соціальний фонд для духовенства та розпочав роботу над новим внутрішнім статутом Польської Православної Церкви. Ініціював оновлення митрополичої кафедри у Варшаві та кількох десятків інших православних храмів у Польщі . Продовжував діяльність щодо розвитку православних структур у Жешувському воєводстві, але йому не вдалося створити окрему єпархію на Підкарпатті. Ця діяльність, окрім надання душпастирської опіки православному населенню, була також продовженням  зусиль щодо навернення греко-католиків до прабатьківської Православної Віри. 
Особливу увагу приділяв нагляду за парафіяльним життям; регулярно відвідував парафії та організовував деканатські та єпархіальні конференції духовенства, які мали підвищувати духовний рівень і дисципліну. Він також запровадив обов’язок проходження душпастирської практики на Соборі у Варшаві після висвячення на священика.
Під час свого перебування на посаді Митрополита Варшавського і всієї Польщі, Польська Православна Церква знову встановила контакти з іншими автокефальними Православними Церквами. Стефан (Рудик) також брав участь у підготовці Всеправославного Собору. Багато подорожував за кордон, а також був віце-головою Польської екуменічної ради.
Митрополит Стефан раптово помер 26 березня 1969 року у Варшаві. Напередодні, у свято Благовіщення, він відслужив Святу Літургію в Раді Митрополії у Варшаві. Увечері почав скаржитися на біль. Наступного ранку він почувався краще і приступив до звичайної роботи в митрополичій канцелярії, після чого пішов у лікарню, куди його направили на операцію грижі. Готуючись до операції, отримав серцевий напад і, незважаючи на негайну медичну допомогу, помер у лікарні у Варшаві.
Похований на православному цвинтарі у Варшавському, в районі Воля.